# 瓜地馬拉副尼麗魚
瓜地馬拉副尼麗魚，為輻鰭魚綱鱸形目隆頭魚亞目慈鯛科的其中一種，分布於瓜地馬拉太平洋岸的淡水流域，體長可達30公分，棲息在中底層水域，生活習性不明，可作為觀賞魚。

## 擴展閱讀
維基物種上的相關：瓜地馬拉副尼麗魚